# Пачеко де Роза
Пачèко Де Рòза (на италиански: Pacecco De Rosa), псевдоним на Джован Франческо Де Роза (на италиански: Giovan Francesco De Rosa; 17 декември 1607, Неапол –  1656, пак там), е италиански художник в стил „Барок“, активен в Неапол.

## Биография
Роден е в семейството на Томазо и Катерина Де Мауро. Томазо, който умира в Неапол през 1610 г. , е художник от когото днес е известна само картината „Мъченичеството на Свети Еразъм“, рисувана през 1601 г., съхранена в лошо състояние в неаполитанската църква на Светия Дух. От документи от 1601 – 1602 г. е известно, че Томазо е и учител по изобразително изкуство, което е доказателство, че в детството си е живял в среда на професионални художници.
Ключовата фигура в творческото израстване на Де Роза пастрокът му обаче е Филипо Витале, който е сред първите неаполитански художници, признаващи важността на иновациите в стила на Микеланджело да Караваджо. Влиянието на Витале се забелязва в една от първите творби на Де Роза – „Свалянето на Христос“, съхранена в Музей Сан Мартино (Неапол).
Смятан от някои критици за вдъхновен от известния по онова време художник Масимо Станционе, а според други добрите резултати, постигнати от Де Роза в изобразяване на фигурите, показват, че още в средата на четвъртото десетилетие на XVII век е един от най-добрите ученици на Станционе.
Поредица от картини с тема „Мадоната и Младенеца“, съхранени в Музей „Сан Мартино“, в църквата „Санта Марта“ в Неапол и в Национален музей (Прага), принадлежат на Пачеко де Роза, но като цяло всички ранни картини на художника са трудни за датиране, което се дължи на оскъдността на биографични източници от този период. Много добри ученици творят в ателието на Де Роза и за да разрешат многобройните въпроси възникващи при разпознаването на неговите произведения, много често учените разчитат на нещо като личен подпис на автора, представен от кучето му, изобразено в много картини.
През 1636 г.  творецът рисува „Сан Никола ди Бари и Базилио“ за манастира Сан Мартино, Неапол, в която освен влиянието на Масимо Станционе има и ефекти, заимствани от Доменикино.

Картината „Мадоната и Свети Карло Боромео“ обаче, съхранена в църквата „Сан Доменико Маджоре“, е особенаː Свети Доминик присъства в картината почти на заден план и е отделен от Свети Карло Боромео, което показва тясното сътрудничество на художника с Витале.
Произведения с голямо художествено значение от зрелия период на художника са „Клането на невинните“, съхранена в Музей на изкуствата, Филаделфия, „Банята на Диана“ и „Сузана и старейшините“ в Национален музей  „Каподимонте“.
Чумата в Неапол през 1656 г. покосява и художника, който умира на 48-годишна възраст.
„Благородното живописно изкуство дължи много на Пачеко де Роза“, с тези думи Бернардо Де Доминичи, биограф на неаполитанските художници от XVII век, започва главата си за художника.

## Картини
- „Мадоната с Младенеца“
Музей на изкуствата
Сан Диего
- „Цветя“
Музей на историята на изкуството
Виена
- „Свети Себастиан“
Музей на историята на изкуството
Виена
- „Христос на колоната“
Музей на историята на изкуството
Виена
- „Портрет на момче“
Галерия Рафаел
 Ню Йорк
- „Света Катерина“
Словашка национална галерия
Братислава

## Виж също
- Музей Сан Мартино (Неапол)
- Национален музей и галерия на Каподимонте